# Phoenicocampa
Phoenicocampa là một chi bướm đêm thuộc họ Geometridae.